# روبرت ماكسويل (كاتب)
روبرت ماكسويل (بالإنجليزية: Robert Maxwell)‏ هو كاتب سيناريو ومنتج تلفزيوني أمريكي، ولد في 31 يناير 1908 في بروكلين في الولايات المتحدة، وتوفي في 3 فبراير 1971 في تورونتو في كندا.

## وصلات خارجية
- روبرت ماكسويل على موقع IMDb (الإنجليزية)
- روبرت ماكسويل على موقع قاعدة بيانات الفيلم (الإنجليزية)